# Strängnäs Stift
Strängnäs Stift er et stift i Svenska kyrkan i Sverige med Strängnäs som stiftsby. Det omfatter i dag de gamle landskaber Södermanland og Närke (bortset fra Nysunds församling) samt dele af Västmanland.
Strängnäs Stift blev grundlagt i 1000-tallet som missionsstift af missionæren Sankt Eskil i Eskilstuna. Sankt Eskil blev myrdet under en mission på helligstedet Strängnäs, hvilket ved hans død medførte, at stiftet blev flyttet dertil.
Strängnäs Stift er inddelt i 9 provstier, der består af 45 sogne og 9 flersognspastorater (bestående af 27 sogne); der er 385.730 medlemmer.
Biskop siden 2015 er Johan Dalman.